# El Quixot

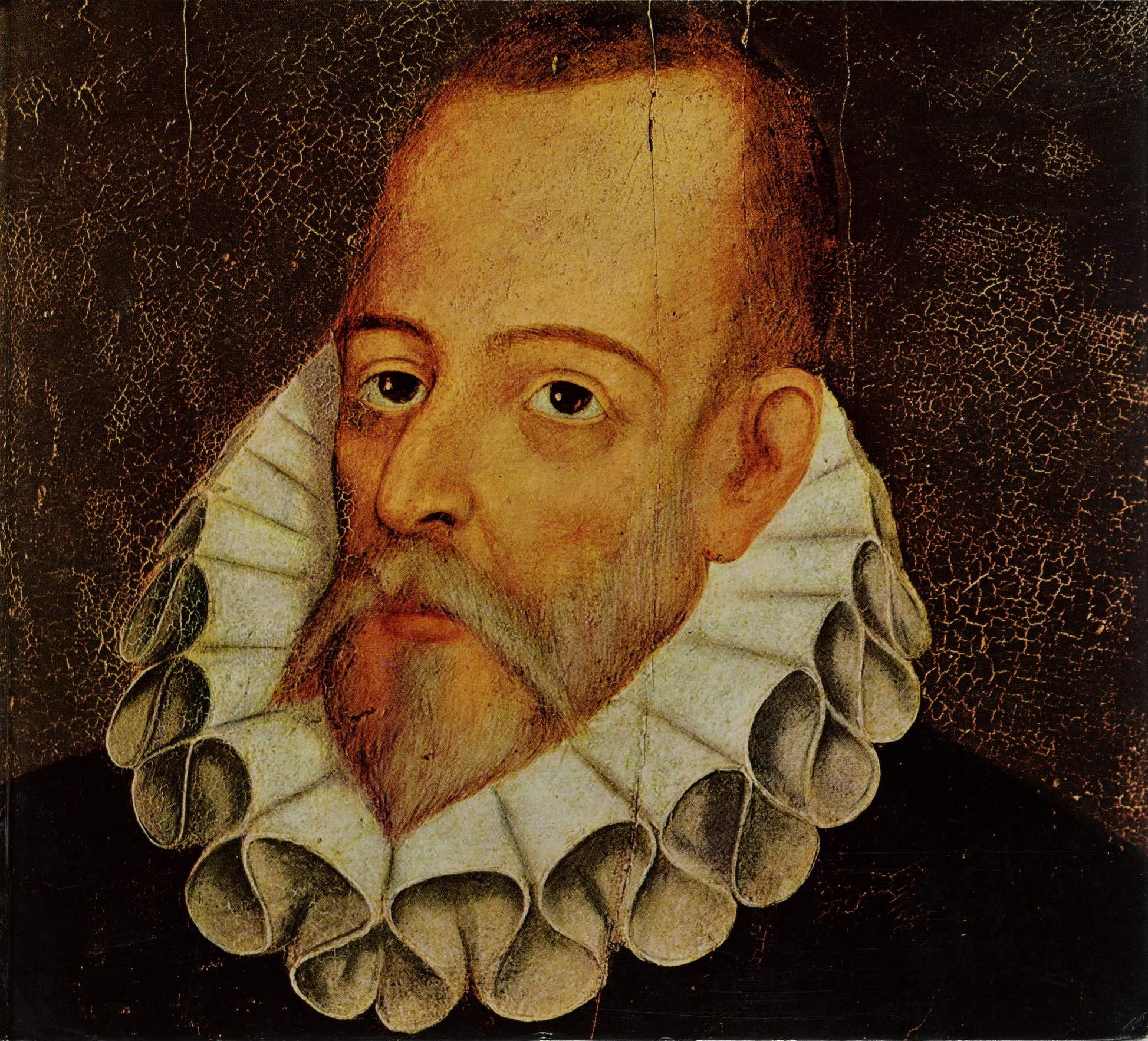
Miguel de Cervantes

El Quixot (en castellà, Don Quijote de la Mancha) és l'obra principal de l'escriptor castellà Miguel de Cervantes Saavedra i consta de dues parts: El ingenioso hidalgo Don Quijote de la Mancha, publicat el 1605, i El ingenioso caballero don Quijote de la Mancha, de 1615. És l'obra més rellevant de la literatura castellana; tant és així que l'idioma castellà també s'anomena la lengua de Cervantes. El 1614 aparegué una continuació apòcrifa, signada amb el nom d'Alonso Fernández de Avellaneda.
El Quixot va marcar el començament del realisme com a estètica literària i va crear el gènere literari de la novel·la moderna: la novel·la polifònica, d'amplíssim influx posterior. Mitjançant el cultiu de l'escriptura desencadenada Cervantes podia mostrar-se èpic, líric, tràgic i còmic en el gresol genuí de la paròdia de tots els gèneres. El Quixot és la primera obra desmitificadora de la novel·la cavalleresca i de l'amor cortès; parodiant els llibres de cavalleries Cervantes va escriure la primera novel·la moderna.
Aquesta obra situa Cervantes en un lloc preferent en la història de la literatura universal i el converteix, juntament amb Dante Alighieri, William Shakespeare, Michel de Montaigne i Goethe en un autor canònic de la literatura occidental. El Quixot ha estat traduït a 48 idiomes. Ha exercit un notable influx en la literatura universal des de la seva primera traducció a l'anglès l'any 1616. Tant és així que consta entre les primeres posicions en els rànquings de les millors novel·les de la literatura universal dels països anglosaxons.

## Primera part
Comença amb un pròleg en el qual es burla de l'erudició pedantesca amb uns poemes còmics, a manera de preliminars, compostos en llaor de l'obra pel mateix autor, ja que no va trobar ningú que volgués lloar una obra tan extravagant (com sabem per una carta de Lope de Vega). Segons Lope es tractaria d'una escritura desatada lliure de normatives, que mescla el gènere líric, èpic, tràgic i còmic i on es fiquen entremig del desenrotllament històries de diversos gèneres, com ara les de Grisóstomo i la pastora Marcela, la novel·la El curioso impertinente, la història del captiu, el discurs sobre les armes i les lletres, la de l'Edat d'or de l'home, la primera eixida de Don Quixot i la segona amb el seu inseparable escuder Sancho Panza. Aquesta digressió estilística serà corregida en la Segona Part de la novel·la, amb Don Quixot i Sancho com a absoluts protagonistes.
Cervantes crea un origen fictici de la història fent veure que es basa en el manuscrit d'un tal Cide Hamete Benengeli, historiador morisc inventat amb nom de caràcter humorístic (Benengeli faria referència a una albergínia). El llibre comença amb la frase possiblement més famosa de la literatura castellana:
| « | En un lugar de la Mancha, de cuyo nombre no quiero acordarme, no ha mucho tiempo que vivía un hidalgo de los de lanza en astillero, adarga antigua, rocín flaco y galgo corredor. | » |

El llibre narra les aventures per terres de Castella - la Manxa i la Corona d'Aragó del gentilhome Alonso Quijano, que és descrit en el capítol I com un home de la baixa noblesa castellana (castellano viejo), esprimatxat i esgrogueït que havia gastat tots els seus recursos i energies en l'adquisició i lectura de llibres de cavalleries. El protagonista embogeix perquè confon ficció i realitat en les seves lectures i volent-ne emular els protagonistes, es fa nomenar cavaller en el capítol III. Per armar-se cavaller Don Quixot entra en un hostal que confon amb un castell, pren dues prostitutes com a donzelles, el porquerol pel trompeter que anuncia la seva arribada i l'hostaler sorneguer com el governador del castell. La cerimònia és una autèntica burla perquè no compleix cap requisit d'una ordenació cavalleresca, però Don Quixot en marxa satisfet.
El Quixot és acompanyat del seu escuder, Sancho Panza, a qui promet l'illa imaginària de Baratària. El Quixot cavalca un cavall magre, al qual dona el nom de Rocinante. Per casc duu —des de gairebé el principi de la novel·la— un bací de llautó dels que feien servir els barbers. Un personatge de la novel·la, en veure'l diu que té una trista figura. I el mateix Quixot, sense cap mena de vergonya, es fa anomenar el Caballero de la Triste Figura, perquè diu que ha llegit que tot cavaller ha de tenir un sobrenom.
Aleshores surt a la recerca d'aventures per oferir-les a la seva princesa Dulcinea, figura que segons ell tot cavaller aventurer ha de tenir. Contínuament transforma la realitat: el seu encegament li fa veure castells on hi ha hostals, grans exèrcits on hi ha un ramat de bens i una princesa on hi ha una pagesa. Fins que és vençut a les platges de Barcelona on un batxiller, fent-se passar per cavaller, preocupat pel seu trist estat, li ordena que se'n torni a casa, on mor un cop ha recuperat el seny.

## Segona part
La segona part de Don Quixot es caracteritza per trobar-se més propera estilísticament a la novel·la moderna perquè no hi apareixen tants personatges com a la primera (el protagonisme recau exclusivament en Don Quixot i Sancho) i el punt de vista narratiu és més homogeni. En la segona part se'ns narra la tercera i darrera eixida, amb l'encontre amb el bandoler Perot Rocaguinarda, l'estada a Barcelona, la recuperació del seny i el final de Don Quixot.

## Personatges principals
La novel·la descriu el contrast entre la ment fantasiosa i idealista de Don Quixot i els plantejaments més mundans i realistes de Sancho.
1. Don Quixot: en el capítol I de la Part I se'ns descriu com un home d'uns cinquanta anys, de físic eixut i magre, matiner, amic de la caça, que disposa d'una hisenda i que passa la major part del temps llegint novel·les cavalleresques. Aquesta afició fa que perdi el món de vista, descuidi la hisenda i perdi el seny. Es canvia el nom per Don Quijote de la Mancha i decideix sortir a viure les mateixes aventures que llegeix als llibres.
2. Sancho Panza: apareix en el capítol VII de la Part I, després de la primera sortida. Don Quixot està buscant un escuder per a la segona sortida i li ho ofereix al seu veí llaurador Sancho Panza, rude i molt crèdul. Degut a la seva ignorància, Sancho es creu la promesa que Don Quixot el farà governador i abandona la dona i els fills per seguir-lo. El seu parlar està ple de refranys.

## Personatges secundaris
El Quixot està fortament basat en la relació entre els dos personatges principals, Quixot i Sancho, però apareixen altres figures que completen la història:
- Dulcinea del Toboso: amor platònic del Quixot. Personificació de l'ideal de l'amor. Val a dir que Don Quixot no interactua directament amb Dulcinea en tota la novel·la i aquesta no apareix com a protagonista en cap moment
- Sansón Carrasco: el batxiller que fa tornar el cavaller a casa seva
- Els ducs: família que vol burlar-se del cavaller i el seu escuder i que precipiten gran part de l'acció de la segona part

- Rocinante: cavall del Quixot
- Rucio: ase de Sancho Panza
- La mestressa de la casa del Quixot, qui intenta guarir-lo de la bogeria pels llibres
- El capellà del poble, que ordena anar a buscar el cavaller
- La neboda, Ana Quijana
- Els habitants de l'hostal, que protagonitzen la primera aventura còmica
- Familiars de Sancho, que intenten que es quedi a casa i reclami diners
- Ginés de Pasamonte, condemnat que Quixot vol alliberar
- Cardenio, enamorat propi de la novel·la pastoral
- Dorotea o la falsa princesa
- Bandolers catalans

## Anàlisi

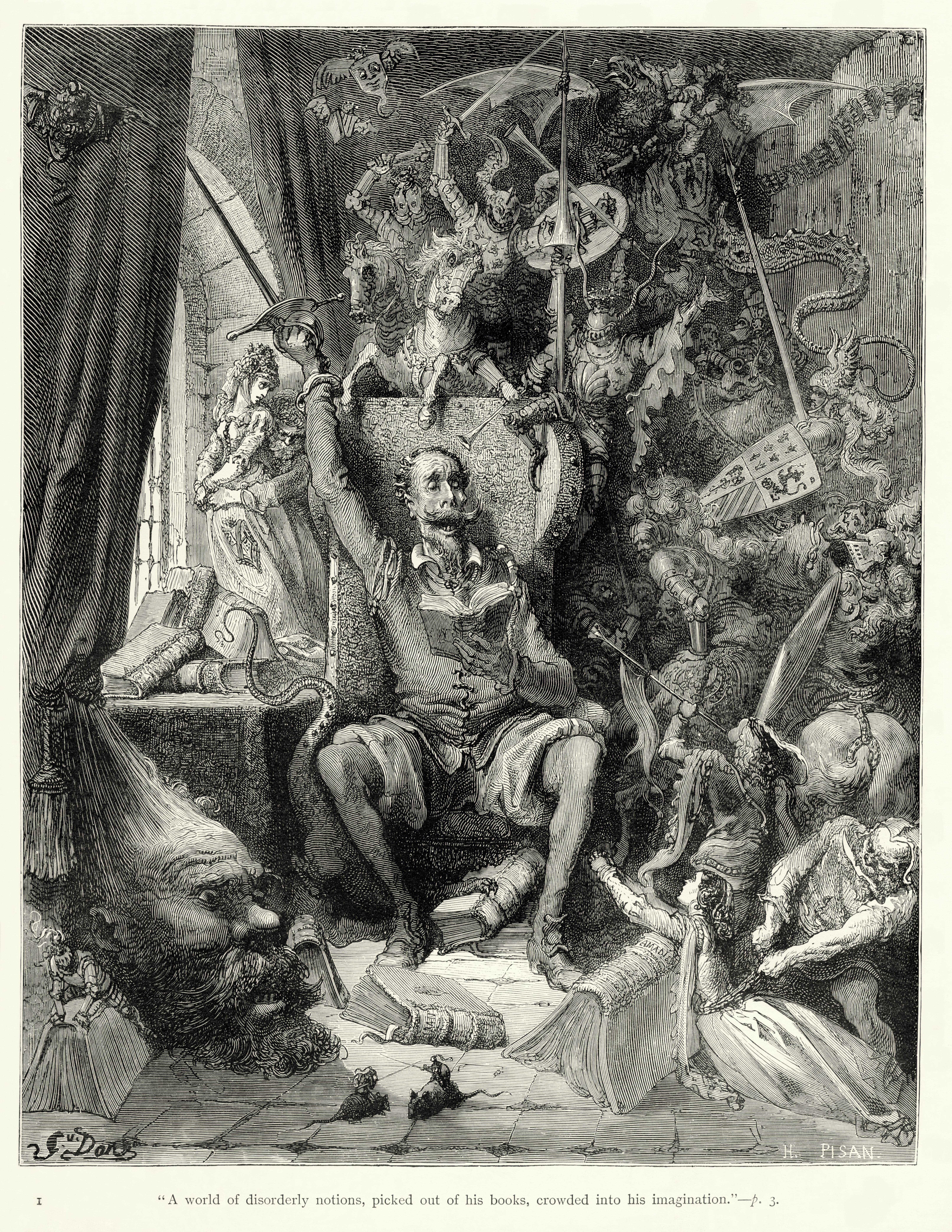
Il·lustració de Gustave Doré per al Quixot

El primer llibre consta de 51 capítols i el segon de 69. Els capítols són d'entre 4-7 pàgines, cosa que en facilita la lectura.
La novel·la ha atret milers de lectors per la seva fantasia, el carisma dels personatges (que han esdevingut arquetipus literaris) i sobretot pels múltiples nivells de lectura.
Hi ha jocs narratius entre la realitat i la ficció basats en tres eixos: el suposat manuscrit àrab que dona peu a la història, la confusió del cavaller entre el que veu i el que passa realment i el diàleg entre els personatges i el mateix llibre, ja que a la segona part es refereixen a ells mateixos com a protagonistes de la primera o bé es burlen d'Avellaneda i el seu llibre.
La tècnica narrativa és realista i barreja diferents gèneres: a la paròdia de les novel·les de cavalleries l'autor hi afegeix contes, diàlegs teatrals, descripcions, reflexions filosòfiques, referències a coneguts... A la seva època va ser rebut com un llibre d'humor per aquest fet, però successives relectures han transcendit aquests límits, sobretot a partir del Romanticisme. Sembla que la inspiració argumental va procedir de l'Entremés de los romances, una obra teatral on l'heroi boig abandona la seva família per creure's les històries que veu representades.
A mesura que la novel·la avança, la parella protagonista s'influencia progressivament: Don Quixot es contagia del sentit comú i de la manera de parlar, plena de refranys, del seu amic, i Sancho Panza aprèn a valorar l'idealisme i l'afany del seu amo per canviar el món, que ja no considera una simple bogeria. La segona part del Quixot és considerada per molts crítics molt superior a la primera. Amb un major aprofundiment en la caracterització dels personatges, per les discussions que s'hi donen, sobretot entre Quixot i Sancho, i per les reflexions filosòfiques que hi ha sobre diversos temes. El llibre va tenir un èxit immediat i internacional, i inspirà entre d'altres Gustave Flaubert, Jorge Luis Borges o Laurence Sterne.
El dia de l'enterrament de Cervantes, que coincideix per desfasaments de calendaris amb el de Shakespeare, ha estat designat com a Dia internacional del llibre, el 23 d'abril, Diada de Sant Jordi.

## Edicions
Cervantes va redactar l'agost de 1604 el pròleg i els poemes burlescos que precedeixen la primera part del Quixot. Per aquelles dates se suposa que hauria presentat l'original al Consejo Real per tal de superar la censura. El Quixot va aconseguir l'aprovació el 26 de setembre, quan va obtenir el privilegi reial. Don Francisco de Robles es va encarregar de l'edició del Quixot invertint en l'obra entre set i vuit mil rals, dels quals Cervantes en va pagar la cinquena part. Juan de la Cuesta en fou l'impressor i va finalitzar la feina l'1 de desembre.
La primera part fou publicada el 1605. L'agost del mateix any hi havia dues edicions fetes a Madrid, dues publicades a Lisboa, i una a València. Una segona edició amb drets addicionals fou impresa pel regne d'Aragó i Portugal. El 1607 se'n va fer una edició a Brussel·les. La segona part s'imprimí a finals del 1615, en la mateixa impremta que la primera, i fou reimpresa ràpidament a Brussel·les, València (1616) i Lisboa (1617). Totes aquestes ciutats eren aleshores colònies sota domini espanyol. La primera part i la segona foren publicades a Barcelona com una de sola el 1617.
La inspiració de Cervantes per a compondre esta obra va vindre, segons pareix, de l'anomenat Entremés de los romances, que era de data anterior (encara que açò és discutit). El seu argument ridiculitza un llaurador que embogix creient-se heroi de romanços. El llaurador va abandonar la seua muller i es va llançar als camins, com va fer Don Quixot. Este entremés té una doble lectura: també és una crítica a Lope de Vega, el qual, després d'haver escrit nombrosos romanços autobiogràfics en els quals contava els seus amors, abandonà la seua muller i marxà a l'Armada Invencible.
La primera part, en la qual s'allargava la prèvia novela ejemplar, es va dividir en quatre volums. Va assolir un èxit formidable i va ser traduïda a totes les llengües cultes d'Europa. Tanmateix, no va suposar un gran benefici econòmic per a l'autor a causa de les edicions pirates. Cervantes només va reservar privilegi d'impressió per al Regne de Castella, motiu pel qual els regnes veïns van imprimir quixots més barats que després vendrien a Castella. D'altra banda, les crítiques de caràcter neoaristotèlic vers la nova fórmula teatral assajada per Lope de Vega i el fet que s'inspirava en un entremès en el qual l'atacava, suposà atraure l'esquírria dels lopistes i del mateix Lope, que, fins llavors, havia sigut amic de Cervantes. Això va motivar que, el 1614, isquera una segona part de l'obra signada amb el nom d'Alonso Fernández de Avellaneda.

## Estructura de la primera part del Quixot
La primera part del Quixot va ser publicada com un únic llibre independent l'any 1605 amb el títol del El ingenioso hidalgo Don Quijote de la Mancha i constava de quatre parts; a imitació de l'Amadís de Gaula:
1. Primera Part (Capítols I a VIII): inclou la descripció del món real d'Alonso Quijano, la pèrdua del seny i posterior partida per armar-se cavaller, la crema de llibres i l'episodi dels molins de vent.
2. Segona Part (Capítols IX a XIV): és menys rellevant que la primera i narra diverses aventures amb uns cabrers
3. Tercera Part (Capítols XV a XXVII): Don Quixot viu diverses aventures, algunes d'elles ambientades a Sierra Morena.
4. Quarta Part (Capítols XXVIII a LII): és la secció més llarga. Don Quixot prossegueix amb la seva bogeria però fa assenyats discursos a pastors i altres personatges la història dels quals es combina amb la pròpia novel·la.

El final de la Primera Part de la novel·la és obert. Això donà peu a la versió apòcrifa d'Avellaneda.

## Versió apòcrifa d'Avellaneda
Entre les dues dates aparegué una segona part apòcrifa escrita per Avellaneda. En el pròleg s'ofèn greument Cervantes acusant-lo d'envejós, en resposta al greuge infligit a Lope, ofensa a la qual Cervantes respon en la segona part del seu llibre, on diu que per tal que no li tornin a imitar l'obra, farà que aquesta vegada Don Quixot mori al llit, sense que així se'n pugui fer una continuació.
La identitat real d'Avellaneda ha estat subjecte de diverses teories, però no hi ha un consens entre els acadèmics. L'important cervantista Martí de Riquer sospita que va ser un altre personatge reial agreujat per la publicació de la primera part, que apareix com a personatge fictici en l'obra, Ginés de Pasamonte. La novel·la no és dolenta i és possible, fins i tot, que s'inspirara en la continuació que estava elaborant Cervantes. Així i tot, no és comparable a la que es va imprimir poc després. Cervantes juga amb el fet que el protagonista en la seua obra s'assabenta que hi havia un suplantador.

## Possible catalanitat de l'autor i de l'obra

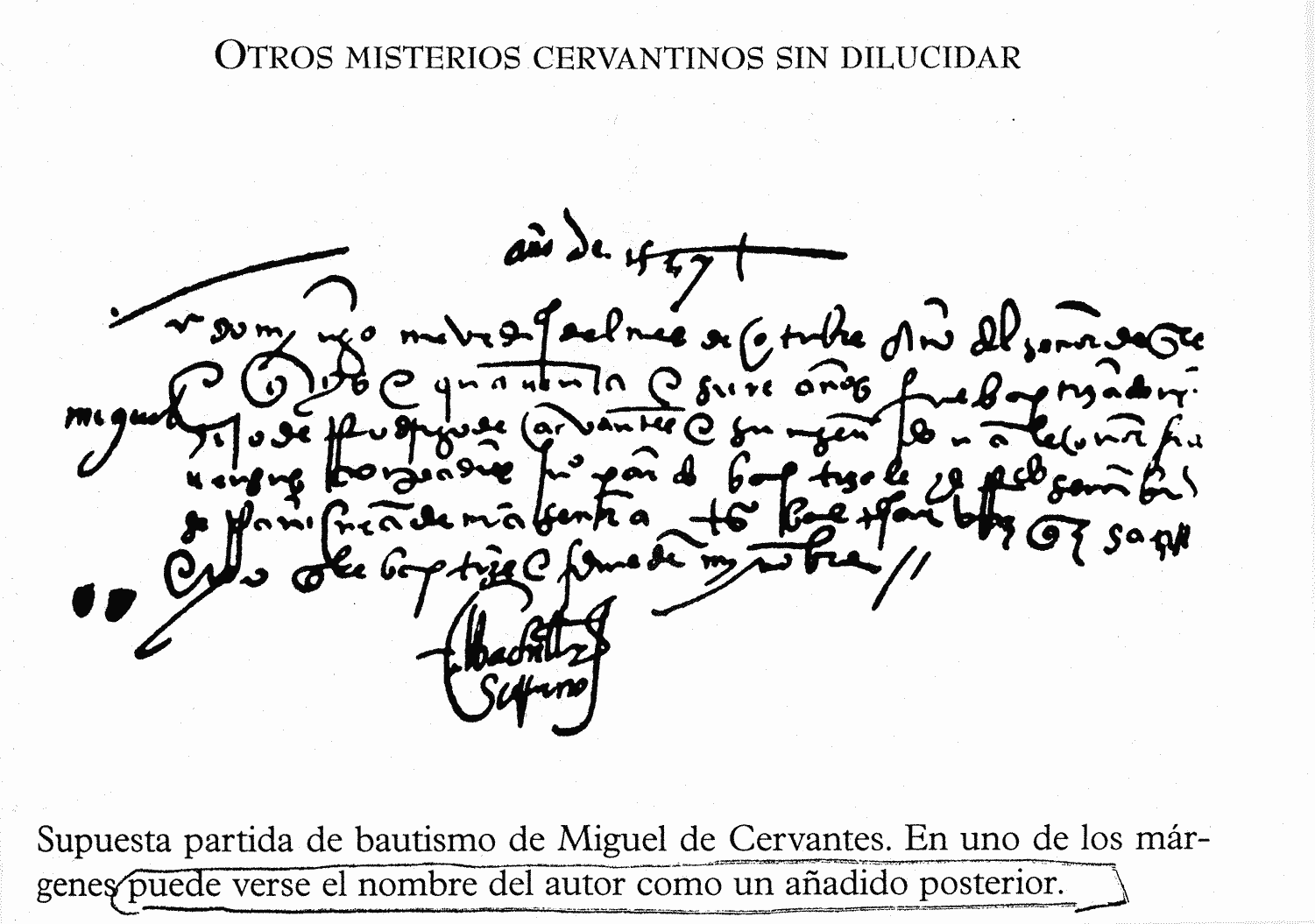
Partida de naixement d'un tal «Carvantes».

Segons el filòleg Jordi Bilbeny el Quixot forma part del conjunt de llibres censurats per la Inquisició. Segons aquesta hipòtesi, no validada, fou obligat a ésser reescrit en llengua castellana. Hi ha molts indicis, sospites i proves de caràcter menor que apunten a la catalanitat del Quixot originari. Els arguments aportats per Bilbeny els podem classificar en històrics, lingüístics, ideològics, documentals i literaris (especialment en allò relatiu a les traduccions). Segons ell, el procediment emprat fou el del desdoblament, tal com va passar amb Cristòfor Colom. Així, encara que l'autor original fos un súbdit de València, aparegué un nou Cervantes castellà, el qual va morir amb tres llibres i els fills del qual foren analfabets.

## Relació del Quixot amb els Països Catalans

### Tirant lo Blanch
Quan el rector del poble va a fer neteja dels llibres de cavalleries que havien embogit Don Quixot, després de topar-se amb desenes de llibres dolents de cavalleries els quals llença per la finestra i ordena cremar-los. Però en salva uns quants, entre ells Amadís de Gaula i Tirant lo Blanc
| « | —¡Válame Dios! —dijo el Cura, dando una gran voz. ¡Que aquí esté Tirante el Blanco! Dádmele acá, compadre; que hago cuenta que he hallado en él un tesoro de contento y una mina de pasatiempos. Aquí está don Quirieleisón de Montalbán, valeroso caballero, y su hermano Tomás de Montalbán, y el caballero Fonseca, con la batalla que el valiente de Tirante hizo con el alano, y las agudezas de la doncella Placerdemivida, con los amores y embustes de la viuda Reposada, y la señora Emperatriz, enamorada de Hipólito, su escudero. Dígoos verdad, señor compadre, que, por su estilo, es éste el mejor libro del mundo: aquí comen los caballeros, y duermen, y mueren en sus camas, y hacen testamento antes de su muerte, con otras cosas de que todos los demás libros deste género carecen. Con todo eso, os digo que merecía el que le compuso, pues no hizo tantas necedades de industria, que le echaran a galeras por todos los días de su vida. Llevadle a casa y leedle, y veréis que es verdad cuanto dél os he dicho. | » |

La influència de l'obra és constant en les aventures del Quixot, que es compara en diverses ocasions amb Tirant com a model i intenta repetir algunes de les seves proeses.

### Perot de Rocaguinarda
Abans d'arribar a Barcelona, el Quixot topa amb un tal Roque Guinart, que sens dubte es refereix al famós bandoler Perot de Rocaguinarda, que li diu:
| « | No estéis tan triste, buen hombre; porque no habéis caído en las manos de algún cruel Osiris, sino en las de Roque Guinart, que tienen más de compasivas que de rigurosas. | » |

Alguns estudiosos han fet notar que en Perot de Rocaguinarda era l'enemic número u de la reialesa, i que per tant és grotesc pretendre que Cervantes sigui un noble, tal com sosté la historiografia oficial.

### Barcelona
L'única ciutat que Don Quixot visita durant tota la novel·la és Barcelona, passatge que va del capítol LVI fins al LXI. Quan ja en marxa, en parla en els següents termes (en el capítol LXXII):
| « | Archivo de la cortesía, albergue de los extranjeros, hospital de los pobres, patria de los valientes, venganza de los ofendidos y correspondencia grata de firmes amistades, y en sitio y en belleza única. | » |

### Traduccions al català
El mallorquí Jaume Pujol dugué a terme una traducció inèdita entre 1835 i 1850. Eduard Tàmaro va traduir la primera part del Quixot, que s'imprimí al català, a la impremta barcelonina de Cristòfol Miró el 1882). La primera traducció impresa gairebé íntegra del segle xix fou la realitzada el 1891 pel catedràtic Antoni Bulbena i Tussell amb el títol L'enginyós cavaller Don Quixot de La Mancha, i fou reimpresa el 1930 i el 2005. El sacerdot mallorquí Ildefons Rullan també en feu una versió amb el títol L'enginyós hidalgo Don Quixote de la Mancha, Felanitx, impremta d'en Bartomeu Reus, 1905-1906). Octavi Viader, el 1936 en feu també una traducció i Joaquim Civera i Sormaní en va fer una altra a Barcelona (Editorial Tarraco, 1969)
Tanmateix, l'única traducció completa, que fins i tot inclou àdhuc alguns poemes que els anteriors traductors havien deixat en castellà, és la de l'advocat mallorquí i gran cervantista Josep Maria Casasayas, que hi dedicà quaranta-vuit anys durant els quals la va reescriure vint vegades. En va imprimir només vuit exemplars que regalà a cadascun dels seus nets, atès que cap editorial va voler imprimir-la per al gran públic. Aquesta traducció combina els diferents dialectes catalans i posseeix una àmplia i erudita anotació.
Una de les col·leccions més importants d'edicions del Quixot que existeixen al món és la de la Secció Cervantina de la Biblioteca de Catalunya, a Barcelona, que es basa en la col·lecció Bonsoms enriquida després per Joan Givanel.

## Influència literària
A part de l'estil realista, el joc amb la ficció i la relació entre la parella, que han creat corrents literaris de gran riquesa, a la tradició es troben obres directament inspirades en la novel·la de Cervantes. A part de la d'Avellaneda han aparegut diverses continuacions, com les de Filleau de Saint-Martin, Juan Montalvo, Alonso Ledesma Hernández, Graham Greene o Andrés Trapiello.
El Quixot també ha inspirat peces literàries basades en els personatges de l'obra. Madame Bovary, per exemple, de tant llegir pateix la mateixa malaltia, però en ella produeix el desig de l'amor i no pas de l'aventura. La distorsió de la realitat que calca la del cavaller apareix a altres històries, com The Moor's Last Sigh de Salman Rushdie o Els papers pòstums del Club Pickwick de Dickens.
Jorge Luis Borges especula sobre l'escriptura en el seu conte Pierre Menard, autor del Quijote. A Els tres mosqueters, d'Alexandre Dumas, de nou uns cavallers ingenus volen ordenar la realitat, com confessa el seu autor. El Tristram Shandy el pren com una de les bases paròdiques de la seva estructura. A The Return of Don Quixote, de Chesterton, un llibreter decideix emular explícitament l'heroi, un tema que apareix en altres obres.
Les versions adaptades per als nens compten amb edicions en còmic o text per a diferents edats, ja que és una de les lectures aconsellades des de l'escola.
Per acabar, cal destacar l'ampli conjunt d'obres crítiques i assajos que recreen lectures personals o temes apareguts al Quixot, com els de Nabokov o Thomas Mann.

## Metaliteratura[calcitació]
Es tracta de la literatura en la literatura; aquesta és la definició més simple de metaliteratura.
Aquesta tècnica va ser utilitzada per Cervantes, amb gran encert, al Quixot, sobretot a la segona part de l'obra.
Vegem aquesta tècnica a les contínues al·lusions que fa Cervantes al Quixot d'Avellaneda, la segona part apòcrifa que es va publicar a Tarragona el 1614 i que va fer que Cervantes accelerés la publicació de la seua segona part. Cervantes, amb l'objectiu de diferenciar la seua de l'obra d'Avellaneda, on els personatges viatjaven a Saragossa, canvia la destinació de Quixot i Sanxo, els quals canvien el rumb i es dirigeixen a Catalunya. Per tant, l'obra que hui coneixem no seria igual de no haver-se publicat la segona part "falsa".
Al mateix pròleg, Cervantes contesta les acusacions de l'escriptor de l'obra apòcrifa que el qualifica de vell i manxol, i durant l'obra, els seus personatges es troben amb personatges de l'obra d'Avellaneda amb els quals discuteixen. A més, al final del llibre, i amb Don Quixot a punt de morir, aquest fa referència a l'escriptor de la segona part apòcrifa que encara hui no sabem qui és, perquè Alonso Fernández de Avellaneda és un pseudònim.
També trobem aquesta tècnica literària als primers capítols de la primera part de l'obra. Amb la crema dels llibres de la biblioteca de don Quixot i l'escrutini d'aquests, Cervantes aprofita per fer-ne crítica literària i, per tant, introdueix literatura externa a la seua pròpia narració.
El relat de la troballa dels manuscrits de l'historiador àrab Cide amete Benengeli, a qui Cervantes atribueix l'autoria de l'obra, també és un aspecte a considerar quan analitzem la metaliteratura. Des d'aquest punt de vista, l'autor real, Cervantes, inclou una història, en la qual ell mateix és el protagonista, intercalada en la història principal, la dels protagonistes Quixot i Sancho.
La mateixa tècnica és emprada per Cervantes amb les novel·les intercalades. Es tracta d'una sèrie d'històries sense res a veure amb l'acció principal i que són posades en boca dels propis personatges. Aquestes van ser molt criticades pels lectors de la primera part del Quixot (doncs feien perdre el fil argumental), amb la qual cosa Cervantes les va suprimir a la segona part.
La mateixa primera part de l'obra, publicada deu anys abans que la primera i amb gran èxit de lectors, també participa en la segona part del llibre. És aquesta una altra faceta de la literatura dins de la literatura.
De fet, el primer capítol de la segona part comença amb l'arribada del batxiller Sanson Carrasco al poble de Don Quixot i amb la notícia que a Salamanca, on estudia, ha llegit les seues aventures i, per tant, són ben famosos per tot arreu. És per això, que la parella de protagonistes és reconeguda per la gent quan surten a buscar aventures per segona vegada.
La metaliteratura és una de les tècniques utilitzades en el Quixot però no és l'única. De fet s'afirma que no hi ha tècnica en la novel·la actual que no estigués, almenys de manera embrionària, en l'obra de Cervantes.

## Influència artística
Les representacions en arts plàstiques són molt nombroses. Diverses places espanyoles tenen escultures del Quixot, acompanyat sovint del seu escuder, com per exemple les poblacions d'Alcalá de Henares o Madrid. Argamasilla de Alba, un poble de la provincià de Ciudad Real, s'atribueix el fet de ser el «lugar de la Mancha de cuyo nombre no quiero acordarme». Té uns jardins amb les estàtues del Quixot, de Sancho Panza, de Dulcinea del Toboso i del mateix Miguel de Cervantes. També trobem homenatges a la via pública en altres països, com per exemple Brussel·les.
La seva aparició en pintures, gravats i vinyetes ha estat constant des de l'aparició del llibre, com proven les obres de Doré, Honoré Daumier, Picasso, Goya, Dalí o Charles Loring Elliott.

## El Quixot en la música
Igualment ha servit d'inspiració a compositors com Richard Strauss, Henry Purcell, Felix Mendelssohn, Jules Massenet, Manuel de Falla o el català Robert Gerhard i Ottenwaelder. Apareix també a cançons modernes, com les dels grups Mago de Oz, Dana International o Coldplay, entre d'altres. Cal destacar també el musical de Broadway Man of La Mancha. En el Món de la dansa sobresurt el ballet Dom Quixot, de Màrius Petipà.

### Música inspirada en elQuixot
- Anton Rubinstein: Don Quixote, op. 87 (1870)[13]
- Garà Garàiev: Don Quixote (1960), esbossos simfònics.

### Òperes basades en elQuixot
- Carlo Sajon: Don Chisciotte della Mancia (Venècia, 1680)[14]
- Francesco Bartolomeo Conti: Don Chisciotte in Sierra Morena (Viena, 1719)[15]
- Georg Philipp Telemann: Sancio, oder die siegende Grossmuth (Hamburg, 1727)
- Niccolò Piccinni: Il curioso dil suo propio danno (Nàpols, 1756)[15]
- Georg Philipp Telemann: Basilio und Quiteria (Hamburg, 1761)
- Giovanni Paisiello: Don Chisciotte della Mancia (Nàpols, 1769)[15]
- Pasquale Anfossi: Il curioso indiscreto (Roma, 1777)
- Manuel García: Don Chisciotte (1826)
- Antonio Salieri: Don Chisciotte alle nozze di Gamace (Viena, 1771)[15]
- Manuel de Falla: El retablo de Maese Pedro (Sevilla, 1823)[15]
- Saverio Mercadante: Noces de Gamache (París, 1825)[15]
- Felix Mendelssohn: Die Hochzeit des Camacho (Berlín, 1827)[15]
- Gaetano Donizetti: Il Furioso all'isola di San Domingo (Roma, 1833)[16]
- Emilio Arrieta: La ínsula Barataria (Madrid, 1864)[15]
- Ernest Boulanger: Don Quichotte (París, 1869)[17]
- Émile Pessard: Don Quichotte (París, 1874)[18]
- Chapon: Don Quichotte (1886)
- Luigi Ricci-Stolz: Don Chisciotte (Venècia, 1887)[19]
- Jules Massenet: Don Quichotte (Montecarlo, 1910)[20]
- Emil Ábrányi: Don Quixote (Budapest, 1917)[21]
- Vito Frazzi: Don Chisciotte (Florència, 1951)[15]
- Philippe Fenelón: Le chevalier imaginaire (París, 1992)[22]
- José Luis Turina de Santos: D. Q. (Don Quijote en Barcelona) (Barcelona, 2000)[23]

## El Quixot en la cultura
El Quixot ha esdevingut una icona pròpia d'Espanya, per això ha aparegut en monedes i bitllets, com els antics d'una pesseta.
L'adjectiu quixotesc s'ha incorporat al lèxic comú per designar una empresa idealista però impossible, o la cerca de justícia en un context advers amb ajuda de la fantasia. Alguns líders polítics, com Emiliano Zapata o Simón Bolívar, han volgut reivindicar el seu llegat.
Els actors i humoristes francesos Dau et Catella l'any 1999 van muntar l'espectacle Mais qui est don(c) Quichotte ? inspirant-se en el cèlebre personatge.

## El Quixot en el cinema i la televisió
Sobre el Quixot s'han fet moltes pel·lícules, algunes de les quals no passaren de projecte.
- El 1969 es començà a rodar Don Quijote de Orson Welles, però no va arribar a acabar-se.
- Don Quijote cabalga de nuevo és una producció hispanomexicana estrenada el 1973 i dirigida pel mexicà Roberto Gavaldón. És una adaptació lliure de l'obra de Cervantes. Els protagonistes són Fernando Fernán Gómez, en el paper de Quixot i Cantinflas en el de Sancho. Cal destacar també la intervenció de Manuel Alexandre.
- Don Quijote de la Mancha va ser una sèrie de televisió de dibuixos animats. Fou emesa per TVE el 1979. Cal destacar que Fernando Fernán Gómez posà la veu a Alonso Quijano i Antonio Ferrandis a Sancho Panza. Hem de remarcar també que en el muntatge hi participà José Luis Berlanga.
- El Quijote de Miguel de Cervantes fou una sèrie de televisió estrenada per Televisión española el 1992, Sota la direcció de Manuel Gutiérrez Aragón i amb guió de Camilo José Cela. Fou protagonitzada per Fernando Rey en el paper de Quixot i Alfredo Landa en el de Sancho. També hi intervingueren entre d'altres, Manuel Alexandre, José Luis López Vázquez i Terele Pávez.
- The Man Who Killed Don Quixote (L'home que va matar Don Quixot) va ser una pel·lícula planejada pel director Terry Gilliam. La producció va començar originalment l'octubre de 2000, però es va aturar al cap d'una setmana a causa d'una lesió greu de Jean Rochefort, que havia estat triat per al paper de protagonista. El 2005 Gilliam expressà el seu interès perquè el paper de Don Quixot fos interpretat per Gérard Depardieu. Finalment, per diversos motius, la pel·lícula no va arribar a fer-se.